# ミームコイン
ミームコインとは、インターネット・ミームから生まれたユーモアな特徴を持つ仮想通貨である。
インターネット・ミームの1つであるDogeが基になったドージコイン、アメリカ合衆国イリノイ州シカゴ出身のラッパーのカニエ・ウェストが由来のCoinye、ポンジ・スキームのBitConnectなど、仮想通貨市場全体の問題点や風刺として取り上げられることもあれば、仮想通貨に興味を持つきっかけとしての役割を果たすこともある。 
ミームコインは主流な仮想通貨の価値や機能と比較して劣ることが多く、侮蔑的な表現として使われることがある。 一方で社会的な評価を得たり、市場での価値が高まったりしているミームコインも存在する。
2013年末に、ソフトウェアエンジニアによってDogeのジョークとしてドージコインが生まれ、これに続くように複数のミームコインが続けて誕生した。2021年10月には、約124のミームが流通している。ドージコインと柴犬コインは注目すべき一例である。
2021年末に、ロンドンでのミームコインFloki Inuの広告が、ASA（広告基準局）の認可を受けていない金融商品の宣伝みなされ、宣伝活動に対する後続調査を引き起こした。 
いくつかの国々ではミームコインを規制するための措置を講じている。2021年初頭、タイの証券取引委員会は、デジタル商品に対する取り締まりの一環で、ミームコインを「明確な方針や実態がない」として禁止した。

## 人気
ミームコインの人気は、イーロン・マスクがドージコインの使用を支持して以来、急上昇している。 彼は2022年にもドージコインに関するツイートを続けており、1月には「マクドナルドがドージコインを支払い手段として受け入れたら、生放送でハッピーセットを食べる」と述べた。
2025年1月17日、ドナルド・トランプは新しいミームコイン「TRUMP」を立ち上げ、瞬く間に急騰し数日を経ずに50％以上も下落、価格変動の激しさを示した。
2025年2月、中央アフリカ共和国は、最初のコイン「Sango」の失敗を受けて、公式ミームコイン「$CAR」を立ち上げました。
お金を失うリスクは大きいが、いくつかのミームコインは時間をかけて成功し、そのプロジェクトも持続している。